# Чорней Ілля Ілліч
Чорней Ілля Ілліч — український ботанік, доктор біологічних наук, професор, завідувач кафедри Ботаніки та охорони природи Чернівецького університету.

## Біографія
Закінчив середню школу в селі Горбівці.
В 1997 році захистив кандидатську дисертацію на тему: «Флора верхів'я р. Білий Черемош (Українські Карпати), її аналіз та охорона».
У 2009 захистив докторську дисертацію на тему: «Флора Чивчино-Гринявських гір (Українські Карпати), її аналіз, антропогенна трансформація, генезис, охорона та раціональне використання», Тематика наукових досліджень: флористика, фітосозологія.

## Перелік публікацій

### МОНОГРАФІЇ
2011
- Держипільський Л. М., …, Чорней І. І., Буджак В. В., …, Токарюк А. І. Національний природний парк «Гуцульщина». Рослинний світ. — Київ: Фітосоціоцентр, 2011. — 360 с.

- Чорней І. І., Буджак В. В., Токарюк А. І. та ін. Созофіти лучних екосистем Українських Карпат. — Чернівці: ДрукАрт, 2010. — 252 с.

2010
- Бляхарська Л. О., Буджак В. В., Виклюк М. І., Коржик В. П., Чорней І. І. та ін. Природно-заповідний фонд України: території та об'єкти загальнодержавного значення. — К.: ТОВ «Центр екологічної освіти та інформації», 2009. — 332 с.
- Чорней І. І., Буджак В. В., Токарюк А. І. Сторінками Червоної книги України (рослинний світ). Чернівецька область. — Чернівці: ДрукАрт, 2010. — 452 с.

2007
- Чорней І. І. Рослинність // Ландшафти міста Чернівці: Монографія / За ред. В. М. Гуцуляка. — Чернівці: Рута, 2006. — С. 68-79.

2006
- Національний природний парк «Вижницький». Рослинний світ. / Чорней І. І., Буджак В. В., Коржик В. П., Токарюк А. І. –Київ: Фітосоціоцентр, 2005. –248 с.
- Національний природний парк «Вижницький»: природа, рекреаційні ресурси, менеджмент/ Коржик В. П., Чорней І. І., Скільський І. В., Токарюк А. І., Літвіненко С. Г. та ін. — Чернівці: Зелена Буковина, 2005. — 356 с.
- Природний заповідник «Ґорґани». Рослинний світ / Клімук Ю. В., Міскевич У. Д., Якушенко Д. М., Чорней І. І., Буджак В. В., Токарюк А. І. та ін. — Київ: Фітосоціоцентр, 2006. –400 с.

2003
- Фіторізноманіття національних природних парків України/ Т. Л. Андрієнко, Р. Я. Арап, Д. П. Воронцова, Чорней І. І. та ін. — К.: Наук. думка, 2003. — 143 с.

2002
- Екологічні проблеми Буковини: навч. посібник/ Коржик В. П., Воропай Л. І., Куниця М. М., Чорней І. І., Скільський І. В. та ін. За ред. к.г.н. доцента В. П. Коржика. — Чернівці: Зелена Буковина, 2002. — 68 с.
- Карпатські сторінки Червоної книги України. / Авторський колектив: Гапоненко М. В., Комендар В. І., Смолінська М. О., Термена Б. К., Турлай О. І., Чорней І. І. та ін. — К.: Фітосоціоцентр, 2002. — 280 с.

### ПУБЛІКАЦІЇ У МІЖНАРОДНИХ ТА УКРАЇНСЬКИХ  ЖУРНАЛАХ
2011
- Величко М. В., Стефаник В. І., Чорней І. І., Буджак В. В. Процес видоутворення шляхом поліплоїдії як інструмент адаптації рослин // Укр. ботан. журн. — 2011. — 68, № 2. — С. 183—191.
- Протопопова В. В., Шевера М. В., Чорней І. І., Буджак В. В., Токарюк А. І., Коржан К. В. Види-трансформери у флорі Буковинського Передкарпаття // Укр. ботан. журн. — 2010. — 67, № 6. — С. 852—864.
- Шевера М., Протопопова В., Оптасюк О., Завялова Л., Любінська Л., Чорней І., Величко М. Екологія малих поселень. / ІХ Міжнародна наукова конференція «Антропізація навколишнього середовища малих поселень. Флора і рослинність» // Вісник НАН України. — 2010. — № 12. — С. 95-97.
- Величко М. В., Чорней І. І., Буджак В. В. Особливості проявів поліплоїдії у флорі Чивчинських гір // Біологічні системи. — Т. 3. — Вип. 1. — Чернівці: Чернівецький національний ун-т, 2011. — С. 37-41.
- Каземірська М. А., Токарюк А. І., Чорней І. І. Насіннєва продуктивність FritillariamontanaHoppe (Liliaceae) в популяціях на північно-східній межі ареалу (Середнє Прут-Дністров'я) // Заповідна справа в Україні. — 2010. — Т. 16, вип. 2. — С. 9-14.
- Коржан К. В., Буджак В. В., Чорней І. І. Методика картування видів урбанофлори Чернівців // Біологічні системи. — Т. 2. — Вип. 4. — Чернівці: Чернівецький національний ун-т, 2010. — С. 84-85.
- Токарюк А. І., Коржан К. В., Чорней І. І. Раритетні ефемероїдні геофіти м. Чернівці та їх охорона // Заповідна справа в Україні. — 2011. — Т. 17, вип. 1-2. — С. 22-28.
- Токарюк А. І., Чорней І. І. Об'єктна репрезентативність природно-заповідного фонду Буковинського Прикарпаття // Біологічні системи. — 2011. — Т. 3 –Вип. 1. — С. 90-96.

2010
- Волуца О. Д., Чорней І. І. Родина Зозулинцеві у флорі Північної Бессарабії // Заповідна справа в Україні. — 2009. — Т. 15, Вип. 2. — С. 26-31.
- Єна А. В., Стефаник В. І., Чорней І. І. Володимир Іванович Чопик (до 80-річчя вченого) // Чорноморський ботанічний журнал — Херсон: Видавництво ХДУ, 2009. — Т. 5, № 3. — С. 467—470.
- Каземірська М. А., Чорней І. І. Вікова та просторова структура популяцій Fritillaria montana Hoppe у Прут-Дністровському межиріччі // Науковий вісник Чернівецького університету. Біологія (Біологічні системи). — Т. 2, Вип. 2. — Чернівці: Чернівецький національний університет, 2010. — С. 62-66.
- Каземірська М. А., Чорней І. І.Fritillariamontana Hoppe (Liliaceae): географічна характеристика, поширення в Україні // Біологічні системи. — Т. 2, Вип. 4. — C. –  52-60.
- Коржан К. В., Чорней І. І. Північноамерикан-ські види у флорі м. Чернівці // Науковий вісник Чернівецького університету. Біологія (Біологічні системи). — Т. 2, Вип. 1. — Чернівці: Чернівецький національний університет, 2010. — С. 39-42.
- Токарюк А., Чорней І. І. Характеристика природно-заповідного фонду Буковинського Прикарпаття // Заповідна справа в Україні. — 2010. — Т. 16, Вип. 1. — С. 83-87.
- Федорончук М. М., Чопик В. І., Величко М. В., Чорней І. І., Буджак В. В. Василь Ілліч Стефаник (02.01. 1939-07.01.2010) // Укр. ботан. журн. — 2010. — 67, № 1. — С. 154—155.
- Чорней І. І., Буджак В. В., Скільський І. В. Деякі аспекти формування локальної екологічної мережі (на прикладі території «Стрілецький Кут», Чернівецька область) // Науковий вісник Чернівецького університету. Біологія (Біологічні системи). — Т. 2, Вип. 1. — Чернівці: Чернівецький національний університет, 2010. — С. 47-59.
- Чорней І. І., Коротченко І. А., Токарюк А. І., Буджак В. В. Еколого-ценотичні особливостіTAXUSBACCATA L. у Буковинському Прикарпатті // Біологічні системи. — Т. 2, Вип. 3. — C. –  32-40.

2009
- Illia Chorney, Vasyl Budzhak and Alla Tokaryuk Rare, endangered and endemic species of plants of the Chyvchyny/Civcin Mountains (Carpathians)// Transylvanian review of systematical and ecological research «The Maramures Mountains Nature Park». — Sibiu-Romania, 2008. — 5. — P. 37-44.
- Андрієнко Т. А., Чорней І. І. Дросчок крилатий // Червона книга України. Рослинний світ / за ред. Я. П. Дідуха. — К.: Глобалконсалтинг, 2009. — С. 465.

- Андрієнко Т. Л., Чорней І. І. Рябчик шаховий // Червона книга України. Рослинний світ / за ред. Я. П. Дідуха. — К.: Глобалконсалтинг, 2009. — С. 137.
- Гончаренко В. І., Орлов О. О., Чорней І. І. Жировик Льозеля // Червона книга України. Рослинний світ / за ред. Я. П. Дідуха. — К.: Глобалконсалтинг, 2009. — С. 190.
- Зиман С. М., Кияк В. Г., Чорней І. І. Аконіт Жакена // Червона книга України. Рослинний світ / за ред. Я. П. Дідуха. — К.: Глобалконсалтинг, 2009. — С. 549.
- Зиман С. М., Чорней І. І. Орлики чорніючі // Червона книга України. Рослинний світ / за ред. Я. П. Дідуха. — К.: Глобалконсалтинг, 2009. — С. 555.
- Зиман С. М., Чорней І. І. Чихавка тонколиста (деревій Шура) // Червона книга України. Рослинний світ / за ред. Я. П. Дідуха. — К.: Глобалконсалтинг, 2009. — С. 332.
- Кагало О. О., Сичак Н. М., Чорней І.І, Півники несправжньосмикавцеві // Червона книга України. Рослинний світ / за ред. Я. П. Дідуха. — К.: Глобалконсалтинг, 2009. — С. 131.
- Кагало О. О., Чорней І. І. Гронянка віргінська // Червона книга України. Рослинний світ / за ред. Я. П. Дідуха. — К.: Глобалконсалтинг, 2009. — С. 37.
- Кагало О. О., Чорней І. І. Осот різнолистий // Червона книга України. Рослинний світ / за ред. Я. П. Дідуха. — К.: Глобалконсалтинг, 2009. — С. 316.
- Кагало О. О., Чорней І. І. Чина ряба, Чина венеціанська // Червона книга України. Рослинний світ / за ред. Я. П. Дідуха. — К.: Глобалконсалтинг, 2009. — С. 473.
- Кагало О. О., Чорней І. І., Токарюк А. І. Шолудивник високий // Червона книга України. Рослинний світ / за ред. Я. П. Дідуха. — К.: Глобалконсалтинг, 2009. — С. 531.
- Кияк В. Г., Чорней І. І. Соссюрея різноколірна // Червона книга України. Рослинний світ / за ред. Я. П. Дідуха. — К.: Глобалконсалтинг, 2009. — С. 334.
- Коротченко І. А., Кагало О. О., Ільїнська А. П., Чорней І. І. Шиверекія подільська // Червона книга України. Рослинний світ / за ред. Я. П. Дідуха. — К.: Глобалконсалтинг, 2009. — С. 376.
- Мигаль А. В., Чорней І. І. Шафран Гейфелів // Червона книга України. Рослинний світ / за ред. Я. П. Дідуха. — К.: Глобалконсалтинг, 2009. — С. 119.
- Остапко В. М., Кіш Р. Я., Чорней І. І. Ласкавець тонкий // Червона книга України. Рослинний світ / за ред. Я. П. Дідуха. — К.: Глобалконсалтинг, 2009. — С. 276.
- Панченко С. М., Чорней І. І. , Сичак Н. М., Мельник В. І. Баранець звичайний // Червона книга України. Рослинний світ / за ред. Я. П. Дідуха. — К.: Глобалконсалтинг, 2009. — С. 19.
- Протопопова В. В., Чорней І. І. Зозулинець прикрашений // Червона книга України. Рослинний світ / за ред. Я. П. Дідуха. — К.: Глобалконсалтинг, 2009. — С. 209.
- Протопопова В. В., Чорней І. І. Неотінея обпалена (зозулинець обпалений) // Червона книга України. Рослинний світ / за ред. Я. П. Дідуха. — К.: Глобалконсалтинг, 2009. — С. 195.
- Протопопова В. В., Чорней І. І. Плодоріжка пірамідальна (Анакампт пірамідальний) // Червона книга України. Рослинний світ / за ред. Я. П. Дідуха. — К.: Глобалконсалтинг, 2009. — С. 157.
- Протопопова В. В., Чорней І. І., Токарюк А. І. Билинець щільноквітковий // Червона книга України. Рослинний світ / за ред. Я. П. Дідуха. — К.: Глобалконсалтинг, 2009. — С. 184.
- Решетюк О. В. Перспективи розвитку лісових рекреацій // Екологічний вісник. — 2008. — січень-лютий, № 1 (47). — С. 11-13.
- Сичак Н. М., Мельник В. І., Чорней І. І. Лукаш В. О. Зелениця сплюснута (дифазіаструм сплюснутий) // Червона книга України. Рослинний світ / за ред. Я. П. Дідуха. — К.: Глобалконсалтинг, 2009. — С. 13.
- Термена Б. К. Значення фенотипічної мінливості в аспекті адаптаційної здатності рослин // Інтродукція рослин. — 2009. — № 1. — С. 29-33.
- Тимченко І. А., Гончаренко В. І., Чорней І. І. Бровник однобульбовий (Герміній однобульбовий) // Червона книга України. Рослинний світ / за ред. Я. П. Дідуха. — К.: Глобалконсалтинг, 2009. — С. 187.
- Тимченко І. А., Орлов О. О., Чорней І. І. Корольковець тричінадрізаний // Червона книга України. Рослинний світ / за ред. Я. П. Дідуха. — К.: Глобалконсалтинг, 2009. — С. 163.
- Тимченко І. А., Чорней І. І. Билинець довгоногий // Червона книга України. Рослинний світ / за ред. Я. П. Дідуха. — К.: Глобалконсалтинг, 2009. — С. 183.
- Тимченко І. А., Чорней І. І. Глевчак однолистий (малаксис однолистий) // Червона книга України. Рослинний світ / за ред. Я. П. Дідуха. — К.: Глобалконсалтинг, 2009. — С. 193.
- Тимченко І. А., Чорней І. І. Зозулині сльози серцелисті // Червона книга України. Рослинний світ / за ред. Я. П. Дідуха. — К.: Глобалконсалтинг, 2009. — С. 191.
- Тимченко І. А., Чорней І. І. Псевдорхіс білуватий (лейкорхіс білуватий) // Червона книга України. Рослинний світ / за ред. Я. П. Дідуха. — К.: Глобалконсалтинг, 2009. — С. 214.
- Тимченко І. А., Чорней І. І. Траунштейнера куляста // Червона книга України. Рослинний світ / за ред. Я. П. Дідуха. — К.: Глобалконсалтинг, 2009. — С. 218.
- Тимченко І. А., Чорней І. І., Мосякін С. Л. Язичок зелений // Червона книга України. Рослинний світ / за ред. Я. П. Дідуха. — К.: Глобалконсалтинг, 2009. — С. 161.
- Токарюк А. І., Коротченко І. А., Буджак В. В. Угруповання класу Molinio-Arrhenatheretea за участю раритетних видів у Прут-Сіретському межиріччі (Буковинське Прикарпаття) // Заповідна справа в Україні. — 2009. — Т. 15, Вип. 1. — С. 7-21.
- Токарюк А. І., Чорней І. І. Стан ценопопуляцій Cypripedium calceolus L. (Orchidaceae Juss.) у Буковинському Прикарпатті // Інтродукція рослин. — 2009. — № 2. — С. 14-20.
- Федорончук М. М., Чорней І. І. Аконіт Бестера // Червона книга України. Рослинний світ / за ред. Я. П. Дідуха. — К.: Глобалконсалтинг, 2009. — С. 548.
- Федорончук М. М., Чорней І. І. Гвоздика гарна // Червона книга України. Рослинний світ / за ред. Я. П. Дідуха. — К.: Глобалконсалтинг, 2009. — С. 391.
- Федорончук М. М., Чорней І. І. Мінуарція гостропелюсткова // Червона книга України. Рослинний світ / за ред. Я. П. Дідуха. — К.: Глобалконсалтинг, 2009. — С. 398.
- Фельбаба-Клушина Л. М., Чорней І. І. Пізньоцвіт осінній // Червона книга України. Рослинний світ / за ред. Я. П. Дідуха. — К.: Глобалконсалтинг, 2009. — С. 77.
- Чорней І.І, Кагало О. О. Білоцвіт весняний // Червона книга України. Рослинний світ / за ред. Я. П. Дідуха. — К.: Глобалконсалтинг, 2009. — С. 66.
- Чорней І. І. Борідник шерстистоволосистий // Червона книга України. Рослинний світ / за ред. Я. П. Дідуха. — К.: Глобалконсалтинг, 2009. — С. 413.
- Чорней І. І. Дельфіній високий // Червона книга України. Рослинний світ / за ред. Я. П. Дідуха. — К.: Глобалконсалтинг, 2009. — С. 559.
- Чорней І. І. Кадубівська стінка / Екологічна енциклопедія: у 3 т. / Редколегія: А. В. Толстоухов (головний редактор) та ін. — К.: ТОВ «Центр екологічної освіти та інформації», 2007. — Т. 2: Є–Н. — С. 149.
- Чорней І. І. Лунківський заказник / Екологічна енциклопедія: у 3 т. / Редколегія: А. В. Толстоухов (головний редактор) та ін. — К.: ТОВ «Центр екологічної освіти та інформації», 2007. — Т. 2: Є–Н. — С. 262.
- Чорней І. І. Міхурниця альпійська (пухирник альпійський) // Червона книга України. Рослинний світ / за ред. Я. П. Дідуха. — К.: Глобалконсалтинг, 2009. — С. 26.
- Чорней І. І. Міхурниця гірська (пухирник гірський)  // Червона книга України. Рослинний світ / за ред. Я. П. Дідуха. — К.: Глобалконсалтинг, 2009. — С. 27.
- Чорней І. І. Петрівецький заказник / Екологічна енциклопедія: у 3 т. / Редколегія: А. В. Толстоухов (головний редактор) та ін. — К.: ТОВ «Центр екологічної освіти та інформації», 2008. — Т. 3: О–Я. — С. 93.
- Чорней І. І. Скереда Жакена // Червона книга України. Рослинний світ / за ред. Я. П. Дідуха. — К.: Глобалконсалтинг, 2009. — С. 317.
- Чорней І. І. Смілкоквітка Завадського (Смілка Завадського) // Червона книга України. Рослинний світ / за ред. Я. П. Дідуха. — К.: Глобалконсалтинг, 2009. — С. 400.
- Чорней І. І. Совицькі болота / Екологічна енциклопедія: у 3 т. / Редколегія: А. В. Толстоухов (головний редактор) та ін. — К.: ТОВ «Центр екологічної освіти та інформації», 2008. — Т. 3: О–Я. — С. 256.
- Чорней І. І. Товтрівська стінка / Екологічна енциклопедія: у 3 т. / Редколегія: А. В. Толстоухов (головний редактор) та ін. — К.: ТОВ «Центр екологічної освіти та інформації», 2008. — Т. 3: О–Я. — С. 301.
- Чорней І. І. Цецино / Екологічна енциклопедія: у 3 т. / Редколегія: А. В. Толстоухов (головний редактор) та ін. — К.: ТОВ «Центр екологічної освіти та інформації», 2008. — Т. 3: О–Я. — С. 358.
- Чорней І. І. Чорний Діл / Екологічна енциклопедія: у 3 т. / Редколегія: А. В. Толстоухов (головний редактор) та ін. — К.: ТОВ «Центр екологічної освіти та інформації», 2008. — Т. 3: О–Я. — С. 366.
- Чорней І. І. Чорнопотоцький заказник / Екологічна енциклопедія: у 3 т. / Редколегія: А. В. Толстоухов (головний редактор) та ін. — К.: ТОВ «Центр екологічної освіти та інформації», 2008. — Т. 3: О–Я. — С. 370.
- Чорней І. І. Чорнявка карпатська (нігрітеля карпатська) // Червона книга України. Рослинний світ / за ред. Я. П. Дідуха. — К.: Глобалконсалтинг, 2009. — С. 198.
- Чорней І. І., Буджак В. В. Надбородник безлистий // Червона книга України. Рослинний світ / за ред. Я. П. Дідуха. — К.: Глобалконсалтинг, 2009. — С. 181.
- Чорней І. І., Гончаренко В. І., Орлов О. О. Зозульки бузинові (пальчатокорінник бузиновий) // Червона книга України. Рослинний світ / за ред. Я. П. Дідуха. — К.: Глобалконсалтинг, 2009. — С. 172.
- Чорней І. І., Данилюк І. М. Соссюрея Порціуса// Червона книга України. Рослинний світ / за ред. Я. П. Дідуха. — К.: Глобалконсалтинг, 2009. — С. 335.
- Чорней І. І., Данилюк І. М. Товстянка альпійська // Червона книга України. Рослинний світ / за ред. Я. П. Дідуха. — К.: Глобалконсалтинг, 2009. — С. 510.
- Чорней І. І., Кагало О. О., Любінська Л. Г. Рябчик гірський // Червона книга України. Рослинний світ / за ред. Я. П. Дідуха. — К.: Глобалконсалтинг, 2009. — С. 139.
- Чорней І. І., Кияк В. Г. Білотка альпійська, едельвейс, шовкова косиця // Червона книга України. Рослинний світ / за ред. Я. П. Дідуха. — К.: Глобалконсалтинг, 2009. — С. 328.
- Чорней І. І., Коротченко І. А., Шевера М. В. Тонконіг Ремана // Червона книга України. Рослинний світ / за ред. Я. П. Дідуха. — К.: Глобалконсалтинг, 2009. — С. 233.
- Чорней І. І., Протопопова В. В. Зозулинець пурпуровий // Червона книга України. Рослинний світ / за ред. Я. П. Дідуха. — К.: Глобалконсалтинг, 2009. — С. 208.
- Чорней І. І., Протопопова В. В. Зозулинець шоломоносний // Червона книга України. Рослинний світ / за ред. Я. П. Дідуха. — К.: Глобалконсалтинг, 2009. — С. 204.
- Чорней І. І., Токарюк А. І., Буджак В. В., Скільський І. В. Заповідні урочища Північної Буковини та Хотинщини: загальний огляд, рослинність, раритетні флора і фауна // Заповідна справа в Україні. — 2009. — Т. 15, Вип. 1. — С. 82-100.
- Чорней І. І., Федорончук М. М. Мінуарція рідкоквіткова // Червона книга України. Рослинний світ / за ред. Я. П. Дідуха. — К.: Глобалконсалтинг, 2009. — С. 397.
- Чорней І. І., Шиян Н. М. Тирлич мішкоподібний. // Червона книга України. Рослинний світ / за ред. Я. П. Дідуха. — К.: Глобалконсалтинг, 2009. — С. 492.
- Шиян Н. М., Чорней І. І. Тирлич крапчастий // Червона книга України. Рослинний світ / за ред. Я. П. Дідуха. — К.: Глобалконсалтинг, 2009. — С. 491.

2008
- Баглей О. В., Чорней І. І. Особливості онтогенезу Saussurea porcii Degen // Заповідна справа в Україні. — 2007. — Т. 13, Вип. 1-2. — 44-46.
- Токарюк А. І., Чорней І. І. Зміни видового складу раритетних судинних рослин на урбанізованих територіях Буковинського Прикарпаття // Заповідна справа в Україні. — 2007. — Т. 13, Вип. 1-2. — С. 12-20.
- Чорней І. І., Буджак В. В., Андрієнко Т. Л. Болота Буковинських Карпат // Український ботанічний журнал, 2008. — Т. 65. — № 2. — С. 180—188.

2007
- Токарюк А. І., Чорней І. І. Зниклі та зникаючі види флори Буковинського Прикарпаття // Заповідна справа в Україні. — 2006. — Т. 12, Вип. 1. — С. 17-25.
- Чорней І. І. До питання про ендемізм флори Українських Карпат // Заповідна справа в Україні. — 2006. — Т. 12, Вип. 2. — С. 7-16.

2006
- Федорончук М. М., Чорней І. І. Рід Dianthus L. (Caryophyllaceae Juss.) флори України: таксономічний і созологічний аналіз // Запов. справа в Україні. — 2005. — Т.11, вип. 2. — C.9-18.
- Чорней І. І. Історія формування природно-заповідного фонду в Чивчинських горах (Українські Карпати) Прикарпаття // Запов. справа в Україні. — 2005. — Т.11, вип. 2. — C. 63-67.

2005
- Чорней І. І., Никирса Т. Д., Токарюк А. І. Гніздівка звичайна Neottia nidus — avis (L.) Rich. (Orchidaceae Juss.)// Зелена Буковина. — 2005.- № 1-2. — С.58-65.
- Буджак В. В., Чорней І. І. Геоботанічна та созологічна характеристика букових лісів Чернівецької області// Заповідна справа в Україні. — 2005.- Т.10, Вип.1-2. — С.14-18.
- Масікевич Ю. Г., Чорней І. І., Скільський І. В., Буджак В. В., Череватов В. Ф., Солодкий В. Д., Білоконь М. В. Деякі аспекти формування екологічної мережі Чернівецької області в розвитку національної екологічної мережі України// Екологія та ноосферологія. — 2005.- Т.16, № 3-4. — С.33-39.
- Андрієнко Т. Л., Чорней І. І., Онищенко В. А., Буджак В. В. Флора та рослинність проектованого міждержавного україно-румунського біосферного резервату «Мармароські та Чивчино-Гринявські гори» // Український ботанічний журнал. — 2005. 62, № 4. — С.589-596.

2004
- Загульський М. М., Чорней І. І. Gentiana utriculosa L. (Gentianaceae Juss.) в Українських Карпатах// Укр. ботан. журн. — 2004. — 61, № 2. — С. 79-83.

2003
- Чорней І. І. Поширення й охорона рослин зі Світового та Європейського Червоних списків на Буковині// Заповідна справа в Україні. — 2002. — Т.8, вип. 1. — С. 26-27.
- Чорней І. І., Токарюк А. І. Про поширення Diphasiastrum complanatum (L.) Holub. (Lycopodiaceae) на Буковині// Заповідна справа в Україні. — 2002. — Т.8, вип. 2. — С. 47-48.
- Батюченко В. М., Булах П. Є., Чорней І. І. та ін. Пам'яті Михайла Загульського// Інтродукція рослин. — 2002. — № 3-4. — С. 185—187.
- Чорней І. І., Буджак В. В. Нове місцезнаходження раритетних видів флори у Чивчинських горах (Українські Карпати)// Український ботанічний журнал. — 2003. — 60, № 1. — С. 53-57.

2002
- Коржик В. П., Чорней І. І., Буджак В. В., Скільський І. В. Розширення території національного природного парку «Вижницький» за кластерним принципом: доцільність, необхідність, модельність (на прикладі регіону Буковинських Карпат)// Заповідна справа в Україні. — 2001. — Т.7., вип.1. — С. 70-90.
- Чорней І. І., Скільський І. В., Коржик В. П., Буджак В. В. Заповідні об'єкти Буковини загальнодержавного значення як основа регіональної екологічної мережі// Заповідна справа в Україні. — 2001. — Т.7, вип. 2. — С. 73-98.
- Онищенко В. А., Андрієнко Т. Л., Остапко В. М., Попович С. Ю., Панченко С. М., Чорней І. І., Кагило О. О., Воронцов Д. П., Любінська Л. Г. Представленість раритетних видів судинних рослин у національних природних парках України// Укр. ботан. журн. — 2002. — 59, № 4. — С. 476—486.

2001
- Чорней І. І., Буджак В. В., Термена Б. К., Турлай О. І., Гаврилюк В. О., Смолінська М. О., Королюк В. І., Баканова Н. В., Бацура Г. В. Нові відомості про поширення на Чернівеччині судинних рослин з Червоної книги України та їх охорона// Укр. ботан. журн., 2001. — Т.58, № 1. — С. 78-83.
- Чорней І. І., Коржик В. П., Скільський І. В., Загульський М. М., Буджак В. В. Природні умови, созологічна характеристика флори та нарис фауни наземних хребетних регіонального ландшафтного парку «Черемоський»// Заповідна справа в Україні, Т,6, Вип. 1-2. — 2000. — С.95.